# Diana Balmori
 (mars 2017).
Si vous disposez d'ouvrages ou d'articles de référence ou si vous connaissez des sites web de qualité traitant du thème abordé ici, merci de compléter l'article en donnant les références utiles à sa vérifiabilité et en les liant à la section « Notes et références ».
Diana Balmori Ling, née le 4 juin 1932 à Gijón et morte le 14 novembre 2016 à New York, est une architecte de paysages et espaces urbains espagnole.
Elle est la fondatrice de l’entreprise en design de paysages Balmori Associates.

## Biographie
Née à Gijón, en Espagne, Diana Balmori vit une grande partie de son enfance en Espagne et en Angleterre avant que sa famille n’emménage en Argentine. Sa mère Dorothy Ling (née en Angleterre) est musicienne et musicologue. Son père Clemente Hernando Balmori (né en Espagne) est spécialiste en linguistique. Très jeune, elle apprend à chanter, danser et jouer du piano, et ses parents l’encouragent à explorer un grand spectre d’instruments. Elle utilise beaucoup de ces influences dans ses activités de design.
Bachelière à l’âge de 16 ans, elle étudie à l’école d’architecture de l'université nationale de Tucumán en Argentine au niveau licence, et émigre par la suite aux États-Unis. Balmori poursuit ses études à l'université de Californie à Los Angeles, et y reçoit son diplôme de doctorat en histoire urbaine. Ensuite elle se dirige vers le domaine académique, en acceptant un poste de professeure à l'université d’État de New York à Oswego et anime des séminaires d'histoire de paysages pour les étudiants en licence à l’école d’architecture de Yale.
Elle continue sa propre formation en étudiant l’architecture de paysages au Radcliffe College, jusqu'à ce qu’elle devienne partenaire de Cesar Pelli Associates, où elle fonde le département en architecture de paysages. Elle y travaille en tant que partenaire jusqu’en 1990, puis quitte cette entreprise pour créer la sienne, Balmori Associates.
Elle épouse Cesar Pelli, architecte et fondateur de Cesar Pelli Associates. Ils ont deux enfants : Denis, neurobiologiste et professeur de psychologie et sciences neurales à l’université de New York, et Rafael Pelli, qui, comme son père, est un architecte de renom. Le couple a habité un appartement dans le San Remo, Upper West Side de Manhattan. Diana Balmori est morte dans son sommeil le 14 novembre 2016, à l’âge de 84 ans.

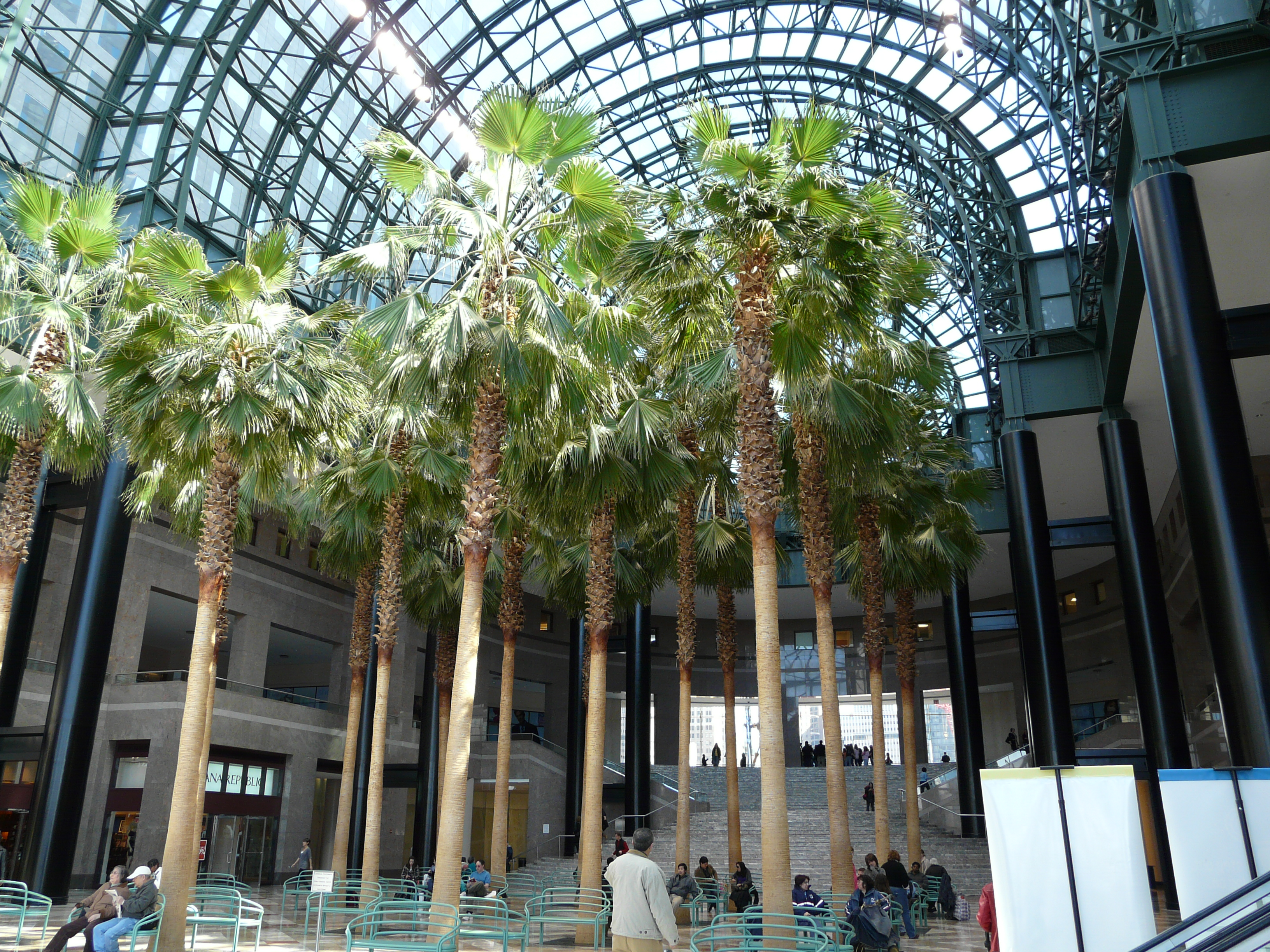
Winter Garden Atrio, César Pelli and Associates

## Style
L’intérêt de Balmori pour le design de paysages et espaces urbains est né de son intérêt pour l’espace public ; la façon dont il est utilisé et conçu, et son rôle et effet sur l’environnement en général[pas clair]. Son style de design est reconnaissable par la façon dont il crée une interface fluide entre le paysage et la structure dans le développement d’espaces publics urbains. Son travail explore de quelles façons les formes peuvent s’adapter à une nouvelle compréhension de la nature, non pas seulement comme imitation visuelle, mais en contingence avec la compréhension du processus. Elle est également une innovatrice des systèmes durables, comme par exemple les toitures végétales. « Cinquième façade » : c'est ainsi qu'elle a nommé l’immense développement des toits en terrasse urbains. Elle a fréquemment collaboré avec des artistes et des architectes[Lesquels ?].

## Autres œuvres
Elle est designer de paysage sur des projets innovateurs, comme le Master Plan dans le quartier Abandiobarra de Bilbao, en Espagne, où sa réalisation côtoie la Rivière Nervion et le musée Guggenheim de Bilbao. Elle a réalisé une île flottante autour de New York, selon le concept de Robert Smithson. Parmi 36 candidatures venues de neuf pays, Balmori Associates (New York), avec Studio MDA, Knippers Helbig Inc., David Skelly, CITA, Bluegreen, John A. Martin & Associates, et David Langdon, ont été sélectionnés parmi les 5 finalistes dans la compétition ARC International Wildlife Crossing Infrastructure Design, compétition parrainée par ARC Solutions. Le sujet de l'épreuve était, pour ces finalistes, de proposer des designs de concepts pour un écoduc au-dessus de l’US Interstate 70 (I-70), près de Denver au Colorado. En plus de son travail de designer principale de Balmori Associates, Balmori écrit des articles sur les villes, l’environnement et l’histoire du design. Elle a lié son expérience avec les fondations et les institutions académiques[Lesquels ?].
Diana Balmori a été honorée par des institutions comme le National Edowment for the Arts, National Endowment for the Humanities, et l’Institut américain des architectes.
En 2006, elle est nommée chercheuse principale en études de jardins et paysages à Dumbarton Oaks à Washington ; elle a servi deux termes[Quoi ?] à l’U.S. Commission of Fine Arts. Elle a été à la tête d’architecture de design Davenport au printemps 2004 à l’École d’architecture de Yale et était professeure invitée William Henry Bishop[pas clair] en architecture de design à l’École d’architecture de Yale en automne 2008 ; elle a également enseigné à l’École de sylviculture et environnement à Yale.
Elle était membre de l’Association historique américaine et de la Société américaine d’architectes en paysage ; membre de l’Institut de Dumbarton Oaks Garden et Histoire de paysages[pas clair] et de l’université Harvard, ainsi que de l’Institut Van Alen à New York et Minetta Brook, une organisation d’art public[pas clair] ; et du comité pour le « Comprehensive Design Landscape Plan » pour la Maison-Blanche en 1999. En 2014, la compagnie de Balmori, Balmori Associates, emménage dans un nouvel espace à Soho, New York. Balmori a vécu et travaillé à New York.